# Paraleprodera bimaculata
Paraleprodera bimaculata là một loài bọ cánh cứng trong họ Cerambycidae.